# Ansonia siamensis
Ansonia siamensis és una espècie de gripau que viu a Tailàndia.
Es coneix en una única localitat del sud de Tailàndia, on tampoc és gaire freqüent perquè des del 1979 només se n'ha recollit set exemplars. Viu en boscos primaris tropicals de terra baixa i cria en torrents.
Tot i escàs, es considera raonablement ben protegit perquè la seva localitat queda dins del Parc Nacional de les Muntanyes Khao Chong.